# 羽鳥ダム
羽鳥ダム（はとりダム）は、福島県岩瀬郡天栄村大字羽鳥、一級河川・阿賀野川水系鶴沼川に建設されたダムである。

## 概要
農林水産省東北農政局が管理する農林水産省直轄ダムで、阿武隈川流域の白河地域におけるかんがいを目的としたダムである。堤高37.1mのアースダムで、アースダムの規模としては全国屈指である。ダムによって形成された人造湖は羽鳥湖（はとりこ）と呼ばれ、周辺地域がリゾート地域として開発されたこともあり、ダムよりも有名となっている。2005年（平成17年）には天栄村の推薦で財団法人ダム水源地環境整備センターが選定する「ダム湖百選」に選ばれている。ダム建設前の湖底には57戸の住戸があった。ダム建設後も建設反対派が存在していた。　

## 沿革
福島県中通りを貫流する阿武隈川は福島県の中核都市を流域に持つが流域は必ずしも穀倉地帯とはいえなかった。江戸時代には福島（幕府領20万石）、二本松（二本松藩10万石）、白河（白河藩15万石）の3か所を除き石高10万石以下の小藩がひしめき、流域の新田開発はなかなか進捗しなかった。これは阿武隈川より離れた地域は水の便が悪く、さらに阿武隈川自体も流域面積（1,865.2平方キロメートル）の割には平均流量が少なく（毎秒52.07トン）、少雨の際には容易に干ばつの被害を招きやすかった。このため阿武隈川の平均流量より約8倍（毎秒395.86トン）の豊富な流量を有する阿賀野川（福島県内では阿賀川と呼称される）から取水することが考えられた。
明治に入り、猪苗代湖を水源とした安積疏水が1882年（明治15年）に完成し不毛の土地であった安積原野が開墾されたことから、阿賀野川水系を利用した新規農地開拓に弾みが付き、同じく水源確保に難渋していた白河・矢吹地域への開拓を促進するため1941年（昭和16年）より国直轄事業として「国営白河矢吹開拓建設事業」が策定された。阿賀野川水系より流域変更を行って阿武隈川水系への農業用水供給を図るため、その水源として計画されたのが羽鳥ダムである。
一番多くの恩恵を受けた福島県西白河郡矢吹町では、昭和31年11月11日、矢吹小学校にて羽鳥ダム竣初式典が盛大に開催された。

## 目的
「国営白河矢吹開拓建設事業」は戦争のため中断し、戦後は農林省に事業が継承され直轄事業として再開された。羽鳥ダムは予備調査を経て1950年（昭和25年）より現在の地点に建設が開始され、6年の歳月を掛けて1956年（昭和31年）に完成した。当時は全国各地で「国営農業水利事業」が展開されていたが、羽鳥ダムは当時としては日本最大級の規模を誇るかんがい用ダムであった。
ダムによって貯えられた水は奥羽山脈を貫くトンネルによって分水嶺を越え、阿武隈川水系隈戸川へ導水される。そして隈戸川に建設された日和田頭首工より取水されて白河地域・矢吹地域へ農業用水が供給される。受給対象となるのは須賀川市、西白河郡矢吹町・泉崎村、岩瀬郡鏡石町・天栄村の1市2町2村に及び、水田1,600haと畑560haの新規開拓農地に用水が供給された。こうして「国営白河矢吹開拓建設事業」はその後さらに整備が行われ、1964年（昭和39年）に全事業が完了した。
農林水産省が施工したダムは、その多くが「国営農業水利事業」などの完了後ダムの管理が所在地方自治体（都道府県）へ移管されるか、当該地域の土地改良区へ委託管理をさせるのが常であるが、羽鳥ダムについては阿賀野川水系から阿武隈川水系に流域変更を行っているため、利害調整などを円滑に行う必要があることから完成より一貫して農林水産省が直轄で管理を行っている。現在は農林水産省阿武隈土地改良調査管理事務所が所管している。

## 羽鳥湖

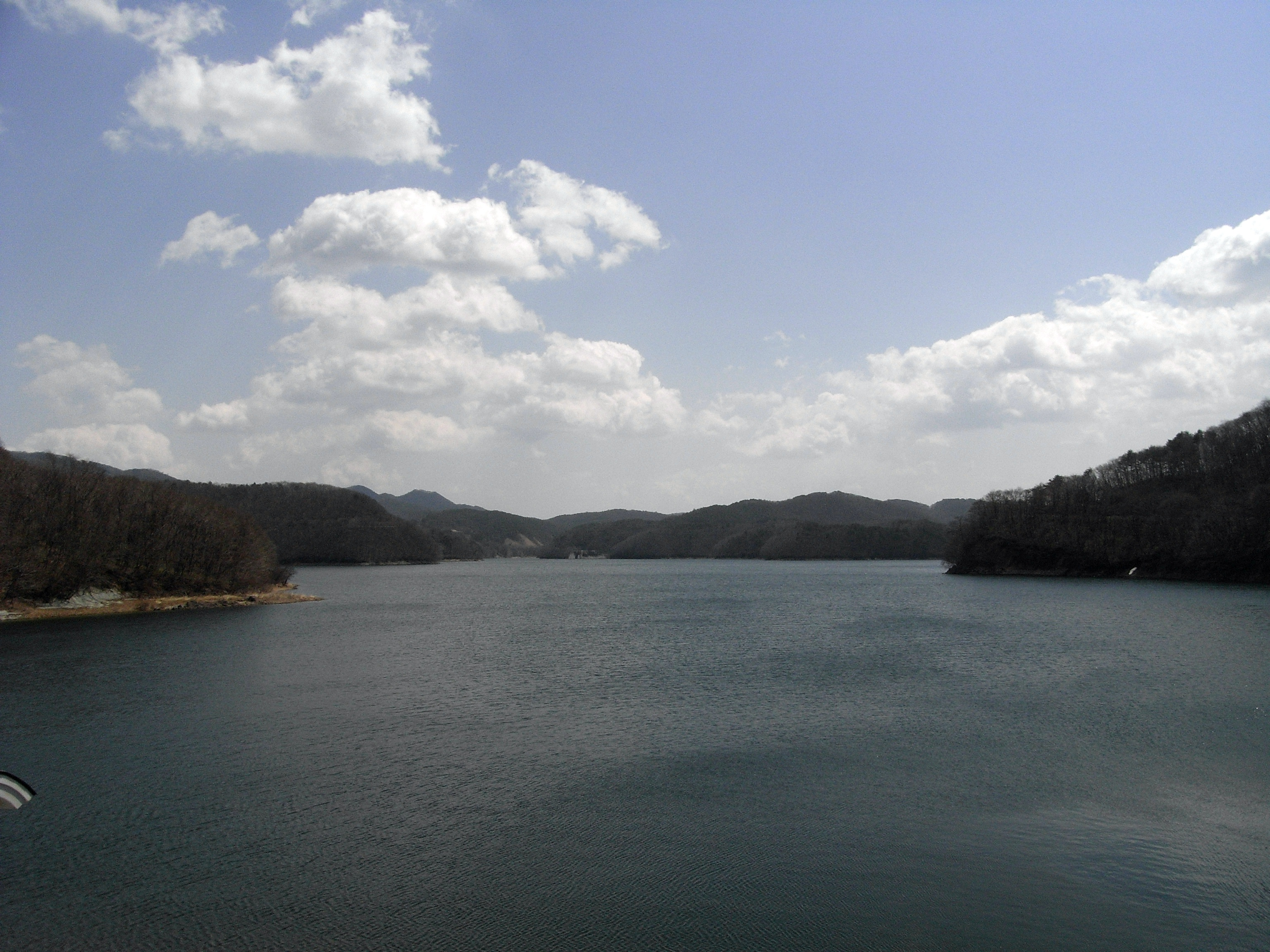
羽鳥湖。白河盆地の水がめとして、地域の観光資源として重要な湖である。

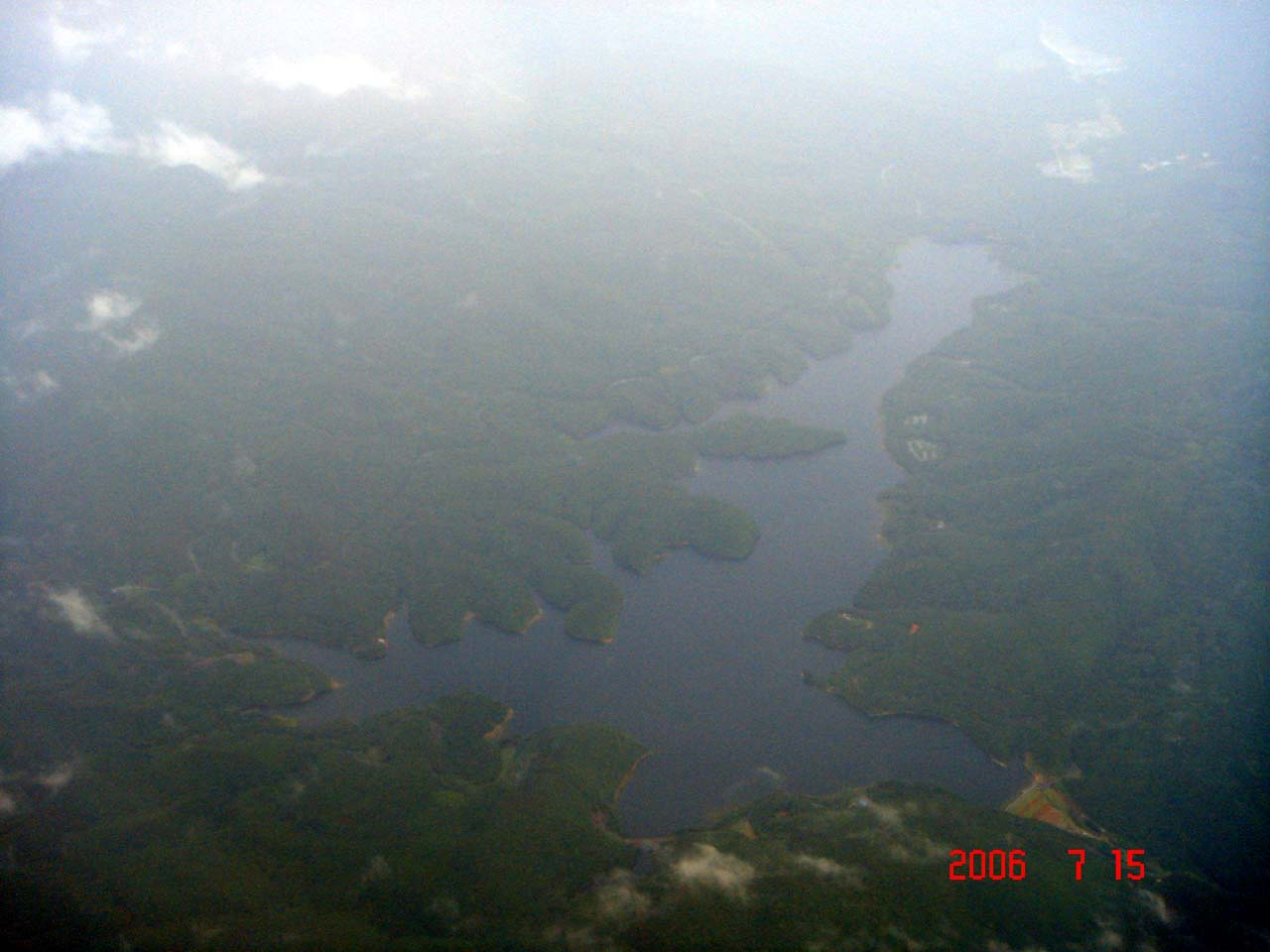
羽鳥湖空撮画像
ダムは右下の茶色の部分

ダムによって出来た羽鳥湖は、アースダムの中で現在でも屈指の規模を誇っている。現在既設のアースダムでは湛水面積と総貯水容量において日本一であり、宮城県で現在建設が進められている長沼ダムが完成すると二位になる。
羽鳥湖は周辺がリゾート地域として早くから開発が行われている。夏は羽鳥湖畔オートキャンプ場や羽鳥湖高原にあるエンゼルフォレスト白河高原といったキャンプ場併設の総合リゾート施設、冬はグランディ羽鳥湖スキーリゾートや、スキーリゾート天栄（2022年シーズンより閉業）といったレジャー施設、太平洋クラブのゴルフ場やブリティッシュヒルズなどがあり、多くの観光客が訪れる。秋は紅葉の名所である他、冬は湖面が結氷する。下流には湯野上温泉や大内宿もあり、南会津地域の観光地として賑わいを見せる。しかし、湖底には旧羽鳥村の57戸の集落が沈んでおり、日本三大開拓地となった矢吹町の広大な水田開発のために故郷を離れた約300名の住民の労苦を偲ばせる。

## アクセス
羽鳥ダム・羽鳥湖へは白河方面からは東北自動車道・白河インターチェンジより国道4号経由で福島県道37号白河羽鳥線を北上するか、あるいは矢吹インターチェンジより福島県道58号矢吹天栄線経由で国道294号（茨城街道）・天栄バイパスに入り、国道118号に進むと到着する。一方会津若松・鬼怒川温泉方面からは国道121号より国道118号に入り、羽鳥湖・天栄方面へ進むと到着する。公共交通機関では会津鉄道・湯野上温泉駅が最寄の下車駅となる。